# 狭叶灰叶柳
狭叶灰叶柳（学名：Salix spodiophylla f. angustifolia）为杨柳科柳属灰叶柳下的一个变型。

## 扩展阅读
- 維基物種上的相關：狭叶灰叶柳